# Nesapterus vagepictus
Nesapterus vagepictus är en skalbaggsart som beskrevs av Sharp 1908. Nesapterus vagepictus ingår i släktet Nesapterus och familjen glansbaggar. Inga underarter finns listade i Catalogue of Life.